# Loudes
Loudes település Franciaországban, Haute-Loire megyében. Lakosainak száma 947 fő (2022. január 1.). Loudes Borne, Chaspuzac, Lissac, Saint-Jean-de-Nay, Saint-Paulien, Saint-Vidal és Vazeilles-Limandre községekkel határos.

## Népesség
A település népességének változása:
| Lakosok száma | 823  | 731  | 772  | 868  | 888  | 902  | 918  | 931  | 938  | 947  |
|               | 1968 | 1982 | 1990 | 2006 | 2013 | 2015 | 2017 | 2019 | 2020 | 2022 |